# Parlamentswahl in Trinidad und Tobago 1971
Die Parlamentswahl in Trinidad und Tobago 1976 fand am 24. Mai 1971 statt. Die Wahl zum Repräsentantenhauses fand sechs Monate vor dem regulären Termin statt, da das Parlament, das damals 36 Mitglieder umfasste, vorzeitig aufgelöst worden war.

## Hintergrund
Der Wahlkampf wurde Anfang Mai 1971 eröffnet. Es wurden insgesamt 58 Kandidaten von drei Parteien aufgestellt. Die Regierungspartei People’s National Movement (PNM) des bisherigen Ministerpräsidenten Eric Eustace Williams stellte Kandidaten in allen 36 Wahlkreisen des Landes auf, wobei es in acht der Wahlkreise keinen Gegenkandidaten gab.
Neben den beiden Oppositionsparteien, der Democratic Liberation Party von Bhadase Sagan Maraj (1919–1971), einer Abspaltung der Democratic Labour Party, und der African National Congress unter der Leitung von Herrn John Broome, die 21 bzw. 7 Kandidaten aufstellten, stellten sich auch zwei unabhängige Kandidaten zur Wahl. Die wichtigste Oppositionspartei, die Democratic Labour Party von Vernon Jamada, dem Oppositionsführer in der vorangegangenen Legislaturperiode, hatte beschlossen, die Wahlen zu boykottieren. Dies geschah aus Protest gegen die Weigerung des Parlaments, die von der Partei geforderten Wahlreformen durchzuführen. So forderte sie eine Absenkung des Wahlalters auf 18 Jahre, besser geführte Wählerlisten und den Ersatz von Wahlautomaten durch Wahlurnen.
Unter dem Titel Perspektiven für eine neue Gesellschaft hatte die Regierungspartei PNM ein Papier veröffentlicht, in dem sie einige der von der Black-Power-Bewegung vertretenen Themen übernommen hatte. Diese waren u. a. die Gründung von Genossenschaften und der Kampf gegen die Arbeitslosigkeit.

## Wahlergebnis
Der Wahlkampf verlief im Vergleich zur Zeit vor den Wahlen, in der es eine Reihe von Demonstrationen von Anhängern der Black-Power-Bewegung gab, ruhig. Es wurde erwartet, dass die angetretenen Oppositionsparteien einige Sitze erringen könnten, jedoch gewann die Regierungspartei alle Mandate und war damit die einzige im Parlament vertretene Partei.
Am 28. Mai 1971 wurde die neue Regierung unter dem Ministerpräsidenten Eric Williams ins Amt eingeführt.
| Partei                           | Anzahl Stimmen | Sitze | Veränderung |
| -------------------------------- | -------------- | ----- | ----------- |
| People’s National Movement (PNM) | 99.770         | 36    | +12         |
| Democratic Liberation Party      | 14.891         | 0     | −12         |
| African National Congress (ANC)  | 2.861          | 0     | ±0          |
| Unabhängige                      | 2.997          | 0     | ±0          |